# Anolis oporinus
Anolis oporinus este o specie de șopârle din genul Anolis, familia Polychrotidae, descrisă de Orlando H. Garrido și S.Blair Hedges în anul 2001. Conform Catalogue of Life specia Anolis oporinus nu are subspecii cunoscute.